# Holothrix orthoceras
Holothrix orthoceras là một loài thực vật có hoa trong họ Lan. Loài này được (Harv.) Rchb.f. mô tả khoa học đầu tiên năm 1881.